# Orbitestella bastowi
Orbitestella bastowi is een slakkensoort uit de familie van de Orbitestellidae. De wetenschappelijke naam van de soort is voor het eerst geldig gepubliceerd in 1906 door Gatliff.